# 獵戶-波江超級氣泡
獵戶-波江超級氣泡或波江座阮X射線增強區是在獵戶星雲的一個超級氣泡。這個區域可能與獵戶座OB1關聯的超新星殘骸重疊；氣泡的直徑大約1,200光年。它是最靠近包含太陽在內的本地泡的超級氣泡，各自的激震波前緣大約相隔500光年。
這個結構是1970年代由卡尔·海尔斯以21公分電波觀測發現的。